# Céline Lecompére
Céline Lecompére (Troyes, 8 giugno 1983) è un'ex pattinatrice di short track francese.

## Biografia
Ha rappresentato la Francia ai Giochi olimpici invernali di Torino 2006.
Ha vinto la medaglia d'argento nella staffetta 3.000 metri in entrambe le edizioni dei Campionati europei di Torino 2005 e Krynica-Zdrój 2006.

## Palmarès
- Campionati europei
- Torino 2005: argento nella staffetta 3000 m;
- Krynica-Zdrój 2006: argento nella staffetta 3000 m;